# 1871 w sztukach plastycznych
Wydarzenia w sztukach plastycznych i wizualnych w 1871 roku.

## Malarstwo
- William-Adolphe Bouguereau

Młoda matka z dzieckiem
Bretońskie rodzeństwo
- Józef Chełmoński

Matula są
- Jean Baptiste Camille Corot

Młyn w Arleux-du-Nord – olej na płótnie
- Gustave Courbet

Granaty
Jabłka
- Thomas Eakins

Max Schmitt w "jedynce"
Margaret w stroju łożwiarskim
- James McNeill Whistler

Kompozycja w czerni i szarościach (Matka artysty)

## Urodzeni
- 29 stycznia – Theo Alice Ruggles Kitson (zm. 1932), amerykańska rzeźbiarka
- 27 maja – Georges Rouault (zm. 1958), francuski malarz
- 18 lipca – Giacomo Balla (zm. 1958), włoski malarz
- 18 grudnia – Jan Kotěra (zm. 1923), czeski architekt, malarz i grafik
- Anna Berent (zm. po 1944?), polska malarka

## Zmarli
- 19 stycznia – Henri Regnault (ur. 1843), francuski malarz
- 8 lutego – Moritz von Schwind (ur. 1804), austriacki malarz i rysownik
- 20 lutego – Paul Kane (ur. 1810), irlandzko-kanadyjski malarz
- 9 grudnia – Josef Mánes (ur. 1820), czeski malarz, ilustrator i grafik
- Anna Atkins (ur. 1799), brytyjska fotograf
- Paul Guigou (ur. 1834), francuski malarz